# Cinca
Il Cinca (in aragonese a Zinca) è un fiume della Spagna nordorientale che nasce nel circo de Pineta, nel Parco nazionale di Ordesa e del Monte Perdido, nei Pirenei aragonesi (provincia di Huesca). Sfocia nel fiume Segre poco prima della confluenza di quest'ultimo con l'Ebro a Mequinenza (Provincia di Saragozza). Segna una ricca regione agricola intorno ai centri di Monzón e Fraga.

## Corso e affluenti
Il Cinca nasce nei ghiacciai del Monte Perdido, che sono sospesi sopra la testa della Valle de Pineta ed inizia a scendere tra cascate e torrenti, dal massiccio delle Tres Sorores. Raccoglie anche le acque che scendono da La Larri. Percorre tutta la valle de Pineta, che una forma ad U tipica delle valli glaciali e un fondo segnato da morene e riporti. A Bielsa vi confluisce il Barrosa, ed un po' più a valle, a Salinas, il Cinqueta che scende dalla Val de Gistau. Il fiume lascia alla sua sinistra la cima Cotiella, di circa 3.000 m di altitudine e gira intorno alla Peña Montañesa, di calcare del mesozoico piegati. Dal lato destro, da una gola, confluisce il fiume Bellos, di cui è molto interessante il canyon de Añisclo. Arrivato ad Aínsa riceve da destra le acque del fiume Ara. Il lago di Mediano si trova presso la confluenza dell'Ara con il Cinca. Immediatamente a valle della diga di Mediano, dopo aver attraversato la golla dell'Entremón, è sbarrato nuovamente nel lago di El Grado. A El Grado inizia il canale del Cinca, che si unisce a quello del Gállego. Poco dopo il Cinca riceve da sinistra l'Ésera, il suo affluente più importante.
A partire da El Grado, la valle acquisisce le caratteristiche tipiche del Somontano aragonese: altopiani aridi scalonati, di argille, marne e arenarie, con alcuni conglomerati, in strati ogni volta più orizzontali e lutíticas man mano che si scende verso sud. In contrasto le terrazze basse sono irrigate, a partire dalle dighe di regolazione situate nelle strettoie dei Prepirenei.
Da destra riceve il Vero, e a Monzón il Sosa, affluente di sinistra. Più a valle, vi si unisce il fiume Alcanadre da destra. Finalmente, a Massalcoreig, sfocia nel Segre poco prima che confluisca nell'Ebro a Mequinenza. Per un brevissimo tratto forma il confine tra la provincia di Huesca e la provincia di Lleida.

### Comuni attraversati
I comuni attraversati dal fiume sono: Bielsa, Tella-Sin, Puértolas, Laspuña, El Pueyo de Araguás, Labuerda, Aínsa-Sobrarbe, La Fueva, Palo, Abizanda, Secastilla, Naval, El Grado, Olvena, Estada, Estadilla, Barbastro, Fonz, Castejón del Puente, Almunia de San Juan, Monzón, Pueyo de Santa Cruz, San Miguel del Cinca, Alfántega, Binaced, Albalate de Cinca, Alcolea de Cinca, Belver de Cinca, Chalamera, Osso de Cinca, Ballobar, Zaidín, Velilla de Cinca, Fraga e Torrente de Cinca nelle comarche della provincia di Huesca del Sobrarbe, del Somontano de Barbastro, del Cinca Medio e del Bajo Cinca, e Massalcoreig in provincia di Lleida.

## Storia
La presenza dell'uomo non è documentata nell'alto corso, però sì vicino al tratto medio e medio-alto, anche se questo si conosce per antiche testimonianze.
I popoli nomadi, nella prima Età del Ferro, utilizzavano la valle del Cinca nel cammino verso l'interno e si convertirono nella base etnica dei popolatori della zona, gli Ilergeti. Il nome attuale discende da Cinga, usato da Giulio Cesare nel De bello civili. Nel periodo arabo il nome passa da Cinga ad Az- Zaytum, che significa fiume degli olivi o delle olive.

## Luoghi di interesse lungo il fiume

### Santuario di Torreciudad
Al bordo di un canyon, nel territorio del comune di Secastilla, si situa il santuario di Torreciudad. Centro di pellegrinaggi della comarca a partire dal Medioevo, dal 1975 si erge in situ un importante santuario che da allora si è convertito in una delle principali destinazioni turistiche dell'Aragona.
Nel canyon si trova la diga di El Grado, formando un insieme di grande bellezza paesaggistica.

### Los Sotos
Al passaggio del Cinca per Monzón si trova una zona di grande ricchezza ecologica, los Sotos de Monzón. Sulle sponde e negli antichi letti si trovano salici, pioppi, frassini, in cui cresce un denso sottobosco di liane, rovi, giunchi e canne nelle zone umide. Tutto l'anno vi sono diverse specie di uccelli.